# Escape the room
Jogo de Escapada ou Escape do Quarto (em inglês: "Escape the room", ou "Escape Room", ou "Room Escape") é uma modalidade de jogo de desafio, misturando aventura e raciocínio, podendo ser em estilo real ou eletrônico em primeira pessoa, produzido no estilo point and click ("aponte e clique"), cujo objetivo é encontrar uma maneira de escapar de um lugar misterioso, como um quarto, uma casa, uma prisão, etc., utilizando todo tipo de objetos que encontrar. Normalmente há uma história introdutória explicando o acontecimento e, um enredo a seguir através de diversos tipos de pistas/dicas para efetuar a fuga, além de dispositivos dos mais variados tamanhos e cores, para abrir armários ou portas, inclusive a de saída.
Há ainda alguns criadores que colocam enigmas, como o Sudoku, que auxiliam na abertura de gavetas ou compartimentos e salas secretas nos lugares mais inusitados.

## História
Supõe-se que MOTAS, de 2001, tenha sido o jogo que tornou mais popular o termo escape the room, mas há muitos outros anteriores, como o Noctropolis, criado em 1994 para o sistema operacional MS-DOS.
A ideia de coletar e manipular objetos, entretanto, não é tão recente. O Colossal Cave Adventure (1976-77) já apresentava uma porta rústica que precisava de uma chave. O Zork (1977-79) tinha uma porta secreta sobre um tapete e um quebra-cabeça envolvendo um papel deslizante que liberava uma chave, situação semelhante à do MOTAS.
Desenvolvido pela LucasArts em 1987, o Maniac Mansion também foi um dos pontos de partida neste tipo de jogo. Lançado para a plataforma Commodore 64, com gráficos compatíveis aos recursos da época, apresentava jogabilidade e interatividade únicos até então. A história se inicia quando um grupo de amigos decide salvar um dos integrantes da turma, aprisionado em uma casa "maluca". Embora o jogo tenha feito bastante sucesso, foi com sua continuação, Maniac Mansion 2: The day of the Tentacle que a LucasArts descobriu o potencial do gênero. Tanto que pouco tempo depois lançou outros sucessos como Sam & Max Hit The Road e Full Throttle.

## O jogo
A maioria dos jogos é em primeira pessoa, com o jogador clicando e interagindo com os objetos. Grande parte também apresenta uma pequena introdução, apenas em texto ou até com algumas cenas, justificando a presença da personagem naquele lugar. Normalmente consiste em uma bebedeira ou o encontro com uma mulher misteriosa e a personagem acorda no dia seguinte sem se lembrar de como foi parar lá e agora para ir embora vai precisar de alguns itens incomuns curiosamente deixados no lugar.
São muito comuns as chaves de fenda e outras ferramentas, notebooks (para os quais é preciso encontrar/descobrir uma senha) e os armários e escrivaninhas cheios de gavetas que guardam utensílios essenciais à fuga.

## Jogabilidade e gráficos
Como todo jogo do estilo point and click, o jogador precisa clicar e interagir com os objetos em cena. Em alguns casos, os objetos interagem entre si (como uma chave que abre um diário que contém a senha para ligar algum computador). Geralmente há um inventário onde o jogador pode verificar e utilizar os objetos já coletados. 
Após encontrar um série de objetos, muitas vezes seguindo uma ordem lógica (como no exemplo acima, onde é preciso encontrar a chave e o diário para descobrir a senha do computador), o jogador finalmente encontra a última chave ou botão que permite o acesso à porta de saída, finalizando o jogo. Em alguns casos, a única saída visível não representa o final do jogo. Pode haver ainda outro cômodo a ser pesquisado e superado, inclusive contando com objetos ainda não encontrados no lugar anterior. Em outros casos, o jogo pode apresentar mais de uma solução.
Os gráficos nem sempre são muito complexos ou detalhados, mas os jogos de criação mais recente procuram caprichar nesse aspecto, criando ambientes quase que reais, embora sejam desenhados. Há situações de jogo em que o jogador precisa clicar em pontos milimétricos para acionar alguma situação ou objeto e, por isso, é preciso fazer o chamado "pixel hunting" (procura do pixel).

## Variantes
Embora o objetivo geral seja escapar de algum lugar, um quarto, uma cela de cadeia ou até um carro, algumas variantes foram criadas ao longo do tempo. Em alguns casos, o objetivo é desarmar uma bomba. Em outros casos, apenas é preciso encontrar um determinado número de objetos para sair, mesmo a porta estando aberta. São muitas situações e variações que podem surgir.

## Escape Game Real Experience
O objetivo é o mesmo, escapar de um lugar em um tempo especifico, nos dias de hoje existem jogos que você vivencia a experiência real do jogo. Você fica trancado em uma sala por 60 minutos e tem que escapar até completar os 60 minutos. Existem outros que são de 120 minutos com uma temática mais pesada. 
Alguns exemplos de desafios reais são as salas de escapadas: "Quarto 66", "Alcatraz", "Z-vírus", da empresa Escape Time Brasil, disponíveis na rede de cinema Cinesystem.

## Owalkthrough("detonado")
É possível encontrar diversos sites e fóruns destinados aos jogos de room escape. Na maioria deles, um espaço é destinado para os internautas discutirem e trocarem informações e ajuda. Mesmo os jogadores mais experientes muitas vezes acabam ficando "travados" em determinada situação, por falta de algum objeto, código ou botão que não conseguiram encontrar. Então, o jogador que já finalizou o jogo e encontrou todos os objetos, ou até mesmo o próprio criador do jogo, divulga o walkthrough. Traduzindo ao pé da letra, é o "passando através". Trata-se do "gabarito" do jogo. Uma explicação da sequência que deve ser seguida dando a localização dos objetos necessários e a forma com que podem ser encontradas senhas e compartimentos secretos. O walkthrough é a solução do jogo.